# Gnomonia gei
Gnomonia gei är en svampart som beskrevs av Pat. & Doass. 1886. Gnomonia gei ingår i släktet Gnomonia och familjen Gnomoniaceae.   Inga underarter finns listade i Catalogue of Life.